# Krähenstraße

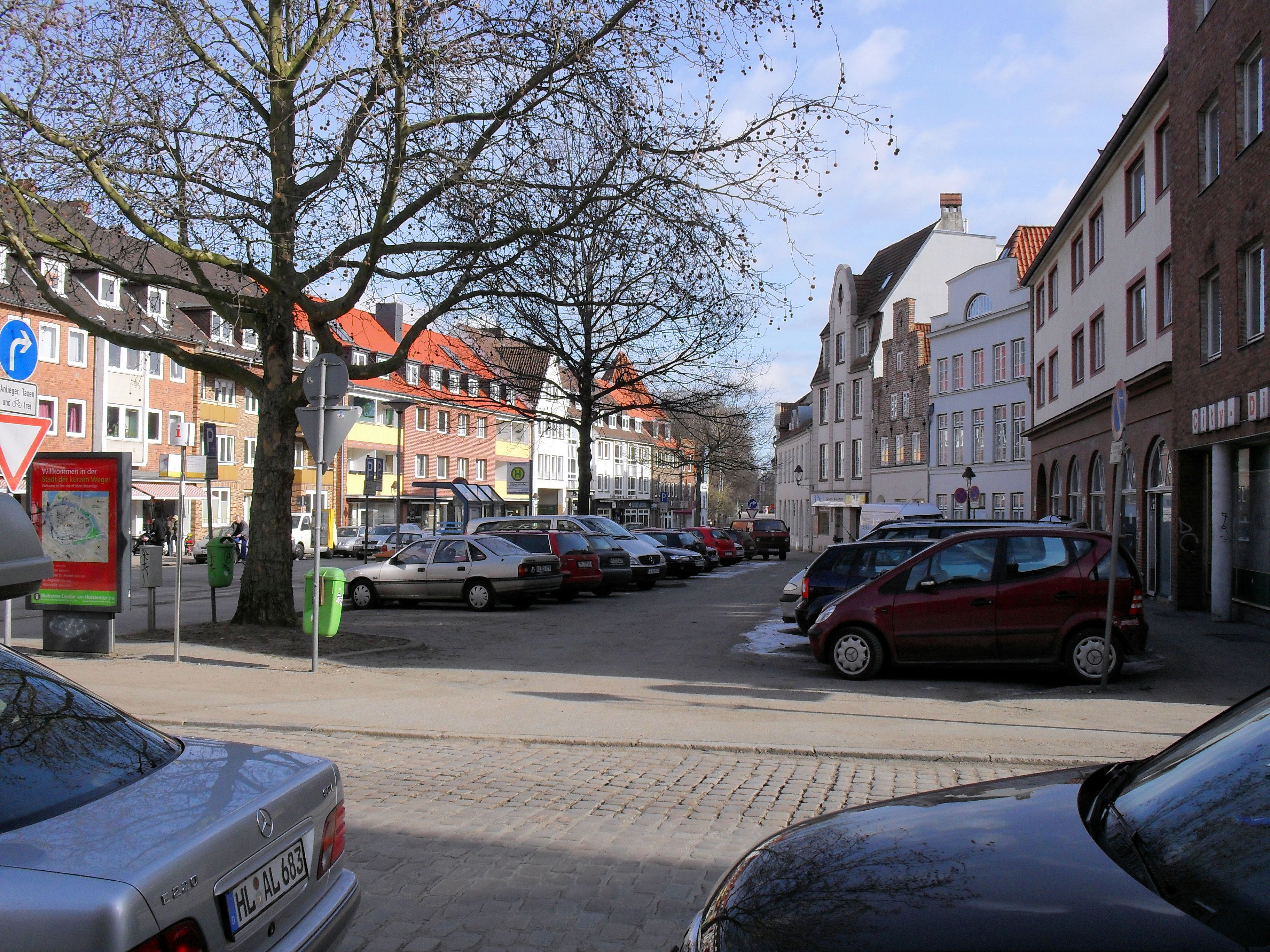
Die Krähenstraße

Die Krähenstraße ist eine Straße der Lübecker Altstadt.

## Lage

Lage der Krähenstraße (rot markiert)

Die etwa 160 Meter lange Krähenstraße befindet sich im südöstlichen Teil der Altstadtinsel, im Johannis Quartier. Sie beginnt in Verlängerung der Wahmstraße an der Kreuzung mit Balauerfohr, verläuft ostwärts und wird an ihrem Ende, kurz vor dem Elbe-Lübeck-Kanal, von An der Mauer gekreuzt. Ihre Fortsetzung bildet die Rehderbrücke, die über den Kanal zur Moltkestraße weiterführt.

## Geschichte
Die Krähenstraße wird 1280 erstmals mit dem niederdeutschen Namen Kreienstrate erwähnt. 1293 ist die lateinische Form Platea Cornicum belegt, zwei Jahre später die niederdeutsch-lateinische Mischbezeichnung Platea Kreien. Der heutige Name wurde 1852 amtlich festgelegt.
Der Luftangriff vom 29. März 1942 hat die bis dahin weitgehend vollständig vorhandene historische Bebauung größtenteils vernichtet. Einige erhaltene Bauten auf der nördlichen Straßenseite, darunter ein großer Speicher, wurden noch in den 1950er Jahren abgerissen, um Platz zu schaffen für die Verbreiterung, mit der die Krähenstraße geradlinig, statt wie zuvor verschwenkt, in die Wahmstraße übergeleitet wurde. Dadurch erhielt die Krähenstraße an ihrem westlichen Ende eine platzartige Erweiterung, die jedoch städtebaulich nicht gestaltet wurde und ein reiner Parkplatz ist. Die Neubebauung erfolgte mit schlichten Zweckbauten im Stil der Nachkriegsjahre.

## Bauwerke

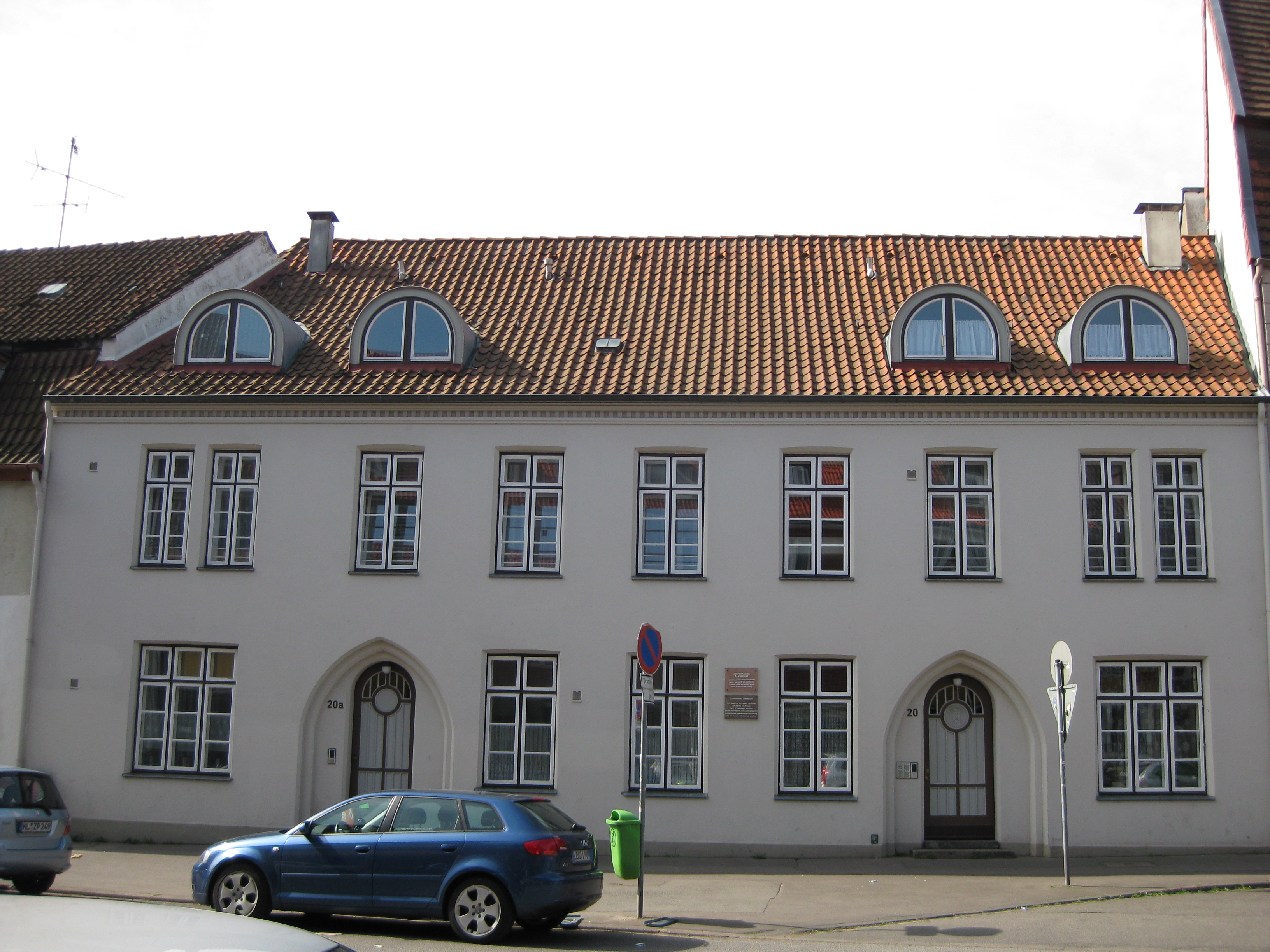
Krähenstraße 20, Zerrenthiens Armenhaus

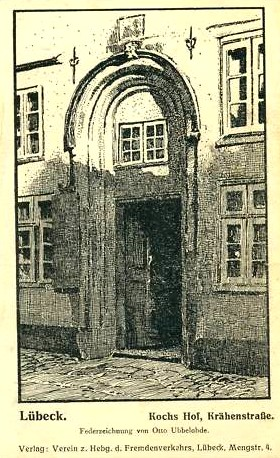
Kochs Hof von Otto Ubbelohde

- Krähenstraße 14, etwa auf das Jahr 1300 zurückgehendes klassizistisches Haus von 1841
- Krähenstraße 16, auf die 2. Hälfte des 13. Jahrhunderts zurückgehendes Giebelhaus des 18. Jahrhunderts
- Krähenstraße 20, Zerrenthiens Armenhaus. 1437 errichtetes gotisches Traufenhaus, 1869 spätklassizistisch umgestaltet
- Krähenstraße 22: Vereinsstraße, trotz des Namens ein Lübecker Wohngang

## Gänge und Höfe
Von der Krähenstraße gehen oder gingen folgende Lübecker Gänge und Höfe ab (nach Hausnummern):
- 3: Wichmanns Gang
- 5: Kochs Hof (Stift; abgängig)
- 8: Meinsmanns Gang (abgängig)
- 11: Clemens Gang (abgängig)
- 15: Duben Gang (abgängig)
- 20: Zerrenthins Armenshaus, siehe oben
- 21: Rudolfs Gang (abgängig)
- 22: Vereinsstraße, siehe oben
- 30: Krähen Gang (auch Warnckes Gang; abgängig)

## Verweise